# Peter Nenniger
Peter Nenniger (* 29. Mai 1944 in Biel, Schweiz; † 25. November 2024 in Karlsruhe, Deutschland) war ein in Deutschland tätiger Schweizer Psychologe und Erziehungswissenschaftler sowie Lehr-Lern-Forscher. Er war von 1985 bis 1992 außerordentlicher Professor an der Universität Kiel und von 1992 bis zu seiner Emeritierung 2009 ordentlicher Professor für empirische Pädagogik am Institut für Erziehungswissenschaft der Universität Koblenz-Landau (Campus Landau) sowie Mitglied der kollegialen Leitungen des dortigen Instituts für Erziehungswissenschaft und des Zentrums für empirische pädagogische Forschung. Von 2014 bis 2019 war er Präsident der Humboldt-Gesellschaft.

## Studium und akademische Tätigkeit
Nenniger studierte Psychologie an den Universitäten Freiburg i. Br. und Mannheim und schloss 1971 mit dem Diplom ab. Es folgten ergänzende Studien unter anderem im Fach Erziehungswissenschaft an den Universitäten Mannheim, Aix-en-Provence und Ann Arbor sowie eine Tätigkeit als wissenschaftlicher Mitarbeiter an den Universitäten Mannheim und Freiburg i. Br. sowie eine Promotion in den Fächern Psychologie und Erziehungswissenschaft im Jahr 1977.
Im Jahr 1984 wurde er an der Universität Freiburg im Fach Erziehungswissenschaft habilitiert.
Von 1985 bis 1992 hatte er eine C3-Professur für empirische Berufs- und Wirtschaftspädagogik an der Universität Kiel inne und war von 1985 bis 2000 Gastprofessor für Erziehungswissenschaft an der Universität Basel (Schweiz).
Von 1992 bis zu seiner Emeritierung 2009 war er schließlich Inhaber einer C4-Professur für Empirische Pädagogik am Institut für Erziehungswissenschaft der Universität Koblenz-Landau (Campus Landau) und Mitglied der kollegialen Leitung des dortigen Zentrums für empirische pädagogische Forschung.
Von 2011 bis 2019 war er Mitglied des Präsidiums der Humboldt-Gesellschaft. und von 2014 bis 2019 deren Präsident.

## Auszeichnungen und Mitgliedschaften
- ab 1993: Mitglied des Akademischen Rates der Humboldt-Gesellschaft
- ab 1995: Ehrenmitglied der Academia di Studi Italo-Tedeschi, Meran (Italien); Träger der Universitätsmedaille der Faculty of Education der Universität Zagazig (Ägypten)
- 1999–2000: Mitglied der New York Academy of Sciences
- 2010: Œuvre Award for Major Scientific Contribution der EARLI (SIG Motivation and Emotion)

## Weitere Tätigkeiten
- 1985–1992 Verantwortlicher für Weiterbildung der Universität Kiel; Mitglied Lehrplankommission des Bildungsministeriums des Landes Schleswig-Holstein, Mitglied des Koordinierungsausschusses des Program of the Community in Education and Training of Technologies (COMMETT) der EU an der Universität Kiel, Mitglied im Sachverständigenrat des Instituts für die Pädagogik der Naturwissenschaften an der Universität Kiel (IPN)
- 1991–1995 National Correspondent der European Association for Research on Learning and Instruction (EARLI)
- 1992–1993 Mitglied der Commission du 3ème Cycle en Education des Universités Romandes (Suisse).
- 1995–1999 Koordinator der Special Interest Group “Motivation and Emotion” der EARLI
- 2000–2007 Leiter der Evaluation der Neuen Kaufmännischen Grundbildung der Schweiz
- 2001–2009 Vertrauensdozent der Deutschen Forschungsgemeinschaft an der Universität Koblenz-Landau
- 2004–2014 President (elect, in office, past) der Division 5 (Educational, Instructional and School Psychology) der International Association for Applied Psychology (IAAP)
- 2014 Gastlehrauftrag an der RWTH Aachen